# Lucchini LMP2
Chronologie des modèles (2004 - 2008)
Lucchini SR2
La Lucchini LMP2 est une voiture de course homologuée pour courir dans la catégorie Le Mans Prototype de l'Automobile Club de l'Ouest.

## Création du prototype
À la mi-juillet 2003, Lucchini annonce qu'elle travaille sur un nouveau châssis destiné à la catégorie LMP2.

## Aspects techniques
La Lucchini LMP2 est équipée d'un moteur Judd XV de 3,4 L de cylindrée,.

## Histoire en compétition
Début 2006, Lucchini Engineering ne réussit pas à réunir suffisamment d'argent pour construire un deuxième châssis.